# Velký Třebešov
Velký Třebešov är en ort i Tjeckien. Den ligger i den nordöstra delen av landet, 120 km öster om huvudstaden Prag. Velký Třebešov ligger 272 meter över havet och antalet invånare är 323.
Terrängen runt Velký Třebešov är platt söderut, men norrut är den kuperad. Runt Velký Třebešov är det ganska glesbefolkat, med 40 invånare per kvadratkilometer. Närmaste större samhälle är Trutnov, 19,8 km norr om Velký Třebešov. Trakten runt Velký Třebešov består till största delen av jordbruksmark.